# Ванино (станция)
Ва́нино — железнодорожная станция в посёлке городского типа Ванино.

## История
В посёлке Ванино железнодорожная станция открыта в 1947 году. В строительстве железнодорожной дороги и вокзала помимо военных железнодорожников ВС Союза ССР принимали участие военнопленные Вооружённых сил Японии. Двухэтажное здание железнодорожного вокзала совмещено с морским вокзалом. 
Железнодорожная станция включает в себя здание железнодорожного вокзала и пассажирскую платформу (высокую). Количество путей — 1. Неэлектрифицирована. Ж/д станция является структурным подразделением Дальневосточной дирекции управления движением, которое является структурно подразделением Центральной дирекции управления движением, филиала ОАО «РЖД». Почтовый адрес: улица Железнодорожная, дом № 1, рабочий посёлок Ванино, Ванинский район, Хабаровский край, Россия, 682860.
Через станцию проходят грузовые поезда, в том числе перегружаемые с парома и на Паромная переправа Ванино — Холмск.
Пассажирское сообщение осуществляется поездом
| № поезда | Маршрут движения               | № поезда | Маршрут движения               |
| -------- | ------------------------------ | -------- | ------------------------------ |
| 351      | Советская Гавань — Владивосток | 352      | Владивосток — Советская Гавань |

а также рабочими поездами Советская Гавань — Тумнин и Советская Гавань — Высокогорная.
В здании вокзала осуществляется продажа билетов на морские паромы до Холмска.